# هنري كلينتون
كان الجنرال السير هنري كلينتون، بلقب فارس مُرافق (غالبًا، 16 أبريل 1730 – 23 ديسمبر 1795) ضابطًا في الجيش البريطاني وسياسيًا، أخذ مقعدًا في مجلس العموم بين 1772 و1795. اشتهر بخدمته جنرالَا في الجيش خلال حرب الاستقلال الأمريكية. هو أول من وصل إلى بوسطن في مايو عام 1775، كان من 1778 إلى 1782  القائد الأعلى للقوات البريطانية في أميركا الشمالية. كان بالإضافة إلى خدمته العسكرية -بسبب تأثير ابن عمه هنري بيلهام كلينتون، الدوق الثاني لنيوكاسل- عضوًا في البرلمان لسنوات عديدة. عُيّن في وقت متأخر من حياته حاكمًا لجبل طارق، لكنه توفي قبل توليه المنصب.

## حياته
ذكرت بعض السجلات ولادة هنري كلينتون في 16 أبريل عام1730 للأدميرال جورج كلينتون وآن كارل، التي كانت ابنة جنرال. ولكن سجلات تاريخية أقدم ذكرت تاريخًا مخالفًا بولادته عام 1738؛ وهو تاريخ منتشر على نطاق واسع ومذكور حتى في الملخصات الحديثة لسيرة حياته.
قال كاتب السير ويليام ويلكوكس بأن كلينتون قد ادعى في دفتر ملاحظاته -الذي عثر عليه ويلكوكس عام1958- أن تاريخ ميلاده هو في عام 1730، وأن سجلات النبلاء الإنجليز تشير إلى أن يوم مولده كان في 16 أبريل. نوّه ويلكوكس إلى عدم وجود أي دليل في هذه السجلات يشير إلى المكان الذي ولد فيه كلينتون، ولكن المؤرخ جون فريدريكسن قال بأن كلينتون قد ولد في نيوفاوندلاند بسبب تواجد والده هناك في الفترة بين1732- 1738.
لا يتوفر الكثير من المعلومات عن السنوات الأولى من حياة كلينتون، أو عن والدته وشقيقتيه. ونظرًا لطبيعة حياة والد كلينتون ومهنته البحرية لم يكن هناك مكان إقامة محدد للعائلة. كان جليًّا أن لديهم علاقات جيدة بأشخاص من رتبة إيرل لينكولن بسبب أصل والده الذي ينحدر من هذا النسب، وبأشخاص من رتبة دوق نيوكاسل بسبب علاقات الزواج.                               
تقدم والد هنري الذي كان يتمركز في جبل طارق بطلب لحاكم مقاطعة نيويورك في عام 1739، وقد تمكن من الحصول على هذا المنصب في عام 1741 مستفيدًا من قريبه دوق نيوكاسل (الذي كان صهر شقيقه). لم يذهب فعليًا إلى نيويورك حتى عام 1743. حاول الحصول على رتبة ملازم لابنه البالغ من العمر 12عامًا، لكن عند فشله في ذلك أخذ الشاب هنري معه. استفاد هنري قفي حياته المهنية كذلك من العلاقات الأسرية بدوق نيوكاسل.
ما تزال السجلات عن حياة هنري في نيويورك فقيرةً بالتفاصيل، لكن ورد فيها أنه درس على يد سامويل سيبوري في لونغ آيلاند؛ مما يلمح إلى أن العائلة قد عاشت خارج مدينة نيويورك.
كان أول تفويض عسكري لكلينتون تابعًا لشركة مستقلة في نيويورك عام 1745، وفي العام التالي أمن والده له منصب نقيب، وكُلِّف على هذا الأساس بمهمة حراسة في قلعة لويسبورغ.
ذهب كلينتون في عام 1749 إلى بريطانيا لمتابعة حياته العسكرية قبل عامين من استلامه منصب قائد حرس كولدستريم. حصل كلينتون بعد عودة والده إلى لندن -عندما انتهت فترة ولايته كحاكم لنيويورك- على منصب مساعد للسير جون ليجونير في عام 1756.

### حرب السبع سنوات
ترقى هنري كلينتون عام 1758 إلى رتبة مقدم في حرس المشاة الأول -الذي أطلق عليه فيما بعد اسم حرس غرينادير، وتوّلى منصب قائد للشرطة في الكتيبة الثانية في لندن.
وصلت الكتيبة الثانية من حرس المشاة الأول -التي أُرسِلَت إلى ألمانيا للمشاركة بحرب السبع سنوات- إلى بريمن بتاريخ 30 تموز 1760، لتنضم بعد ذلك إلى الجيش الرئيسي تحت قيادة قوات كونواي بالقرب من واربرج.
توفي جورج الثاني بتاريخ 25 أكتوبر عام 1760، ليكون كلينتون مع بقية ضباط الفوج من بين المرشحين المدرجة أسماؤهم في تجديد التفويض لجورج الثالث في لندن في 27 أكتوبر عام 1760.
كان كلينتون مع الكتيبة الثانية في خروجها من معسكر الشتاء في باردبورن في فبراير عام1761 ومع الفرقة في معركة فيلينغهاوزن في 16 يوليو عام 1761، ثم كانت تحت قيادة الأمير فيرديناند، ولي العهد، عند معبر ديميل بالقرب من واربورغ في أغسطس، قبل قضاء فصل الشتاء في بيليفيلد. توفي والده في ذاك العام مما اضطره للعودة إلى إنكلترا لحل شؤون العائلة.
شاركت الفرقة التي كانت تشكل جزءًا من القوات التي يقودها الأمير فيرديناند، في معركة فيلهمستال في 24 يونيو 1762، وشاركوا بعد ذلك في قطع خطوط الإمداد الفرنسية عن مرتفعات هومبيرغ في 24 يوليو 1762 وأمنوا تمركز المدفعية.
فقدت الفرقة خلال هذا الاشتباك قائدها الجنرال يوليوس قيصر، الذي توفي في إلفيرسهاوزن ودفن هناك. ليُعيَّن بعد ذلك كلينتون مساعدًا للأمير فرديناند في عام1762، وذلك بعد ترقيته لرتبة عقيد بتاريخ 24 يونيو 1742. رافق كلينتون الأمير عندما هاجم لويس جوزيف أمير كوندي في معركة ناوهايم في30 أغسطس عام 1762.
أصيب كل من الأمير فرديناند وكذلك كلينتون بجروح بالغة أثناء هذه الاشتباكات، الأمر الذي اضطر كلينتون إلى مغادرة المعركة. كانت تلك المعركة وحصار كاسل الذي تبعها آخر مساهمات حرس المشاة الأول في حرب السبعة أعوام، وعاد كلينتون بعدها إلى إنكلترا. تميز كلينتون كمساعد لبرونزويك الذي جمعته به علاقة صداقة وطيدة.
قام كلينتون بتكوين العديد من الصداقات والمعارف معظمها مع ضباط آخرين يعملون في معسكر برونزويك، ويذكر من بين هؤلاء تشارلز لي وويليام ألكسندر الذي أطلق على نفسه اسم لورد ستيرلنج؛ من الجدير بالذكر أن كلا الرجلين واجها كلينتون كأعداء في أمريكا الشمالية. أقام كلينتون صداقات عميقة وطويلة الأمد مع جون جيرفس وويليام فيليبس. خدم فيلبس لاحقًا تحت قيادة كلينتون في أمريكا الشمالية، بينما كان لجيرفس دورًا بارزًا في البحرية الملكية البريطانية. بالإضافة إلى ذلك، تعرف كلينتون على تشارلز كورنواليس الذي خدم تحت قيادته أيضًا.

### العائلة والزواج
توفي والد كلينتون عام 1761 بينما كان كلينتون يقوم بإحدى الحملات مع الجيش، وبالتالي ترتب عليه بوصفه المسؤول الجديد عن الأسرة أن يتولى شؤون والده والتي تضمنت ديونًا كبيرة والعديد من الأجور غير المدفوعة. استمر الصراع مع مجلس التجارة لسنوات عديدة حول راتب والده غير المدفوع، كما فشلت محاولاته في بيع الأراضي في المستوطنات؛ حيث تم مصادرتها أثناء الثورة الأمريكية، ولم يتمكن حتى ورثته من استرداد أي تعويض مقابل هذه الأراضي. توفيت والدته في أغسطس عام 1767، لكنها لم تكن تملك دورا كبيرا في حياته، وكانت تملك تاريخًا من الاضطراب العقلي.
تزوج كلينتون بتاريخ 12 فبراير عام 1767، من إحدى فتيات الطبقة النبيلة وهي هاريت كارتر، واستقر الزوجان في منزل في مقاطعة سري. يعتقد البعض بأن الزواج تم على عجل، وأنّ الزوجين رزقا بطفلهما الأول فريدريك بعد ستة أشهر من تاريخ الزواج -حسب ما جاء في السجلات، لكنه أصيب بالمرض وتوفي عام 1774 بعد مرور عامين على وفاة والدته. بالرغم من عدم تطرق كلينتون للكتابة عن زواجه، ولكنه كان سعيدًا بزواجه على ما يبدو. أنجب الزوجان خمسة أطفال: فريدريك، أوغستا (1768) وويليام هنري (1769) وهنري جونيور (1771) وهارييت (1772). توفيت زوجة كلينتون بعد ثمانية أيام من ولادة هارييت بتاريخ 29أغسطس عام 1772. استغرق الأمر أكثر من عام حتى استطاع كلينتون تجاوز الموضوع. جلب عائلة زوجته لمنزله وتولت شقيقات زوجته رعاية أطفاله. واصل بعد ذلك أبناؤه الثاني والثالث مسيرة عائلتهم القيادية.

## حرب الاستقلال الأمريكية

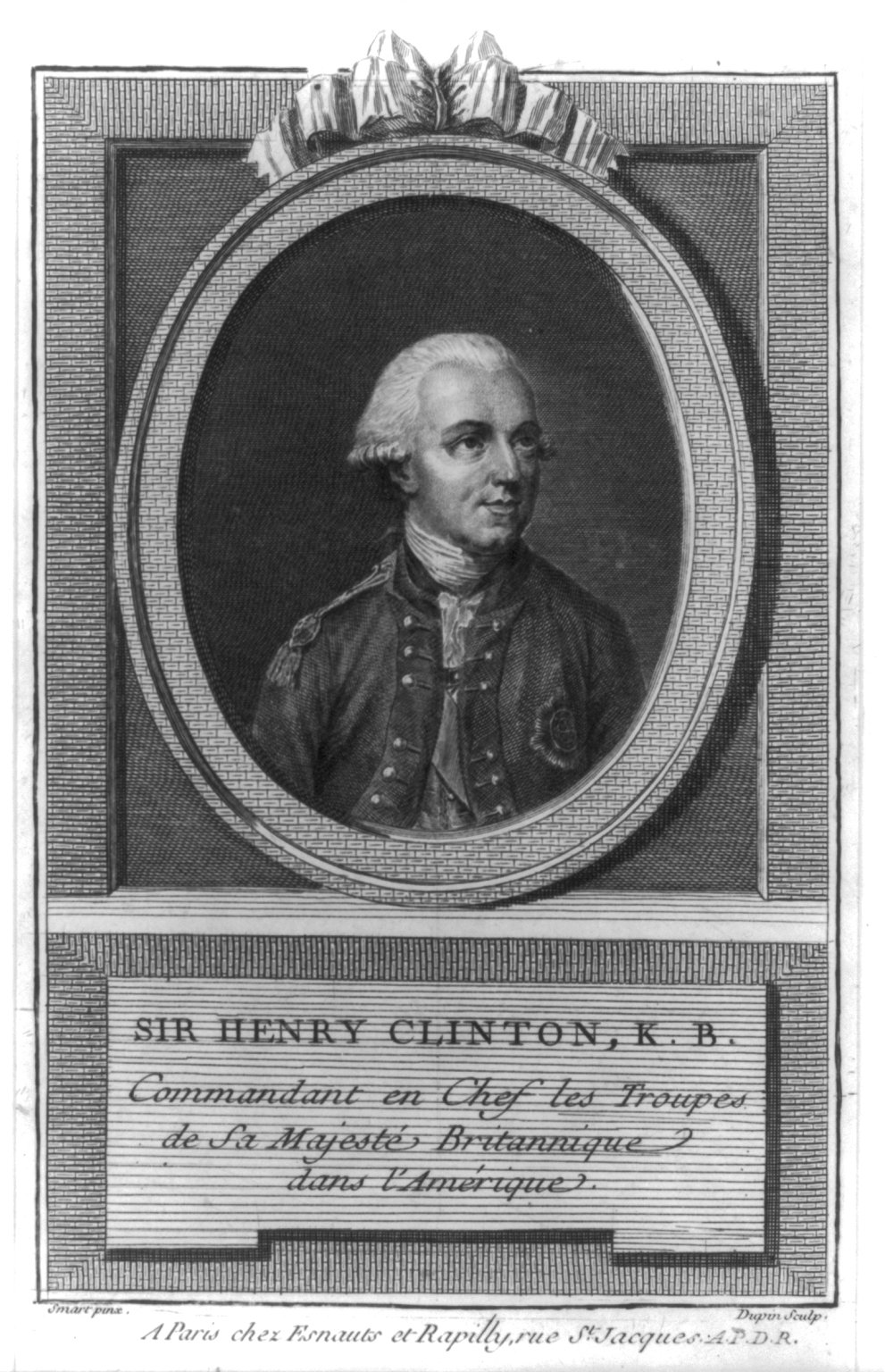
الجنرال السير هنري كلينتون 1770-1780

### بوسطن
أُرسل كلينتون، جنبًا إلى جنب مع الجنرالات ويليام هاو وجون بورغوين، مع تعزيزات لدعم وضع الجنرال توماس غيج في بوسطن. وصلوا في 25 مايو، بعد أن عرفوا وهم في طريقهم أن حرب الاستقلال الأمريكية قد اندلعت، وأن بوسطن كانت تحت الحصار. ناقش غيج، جنبًا إلى جنب مع كلينتون والجنرالان هاو وبورغوين خططًا لكسر الحصار. كان كلينتون مؤيدًا لفكرة تحصين الأراضي المرتفعة الخالية في ذلك الوقت والمحيطة ببوسطن، ووُضعت الخطط لاحتلال هذه المناطق في 18 يونيو. لكن، عَلِمَ المستعمرون بالخطة وحصّنوا مرتفعات شبه جزيرة تشارلز تاون في ليلة 16-17 يونيو، مُجبرين القادة البريطانيين على إعادة التفكير باستراتيجيتهم.
أعد الجنرالات -في مجلسٍ حربيٍّ عُقد في 17 يونيو- خطةً لمهاجمة هذا التحصين الاستعماري، وأعطى غيج قيادة العملية إلى هاو. رغم الشعور بالضرورة الملحة (كان المستعمرون ما زالوا يعملون على التحصينات في وقت انعقاد المجلس)، لم يبدأ الهجوم حتى بعد ظهر ذلك اليوم. كُلّف كلينتون بتقديم قوى احتياطية حين يطلب هاو ذلك. بعد فشل هجومين، عَبَرَ كلينتون، على عكس أوامر الجنرال غيج له، إلى تشارلز تاون لينظم القوات المصابة البائسة الهائمة في منطقة الإنزال.
في الهجوم الثالث الناجح على حصن بريد هيل، جرى الاستيلاء على الموقع ووصلت القوات المحتشدة وأعادت المتمردين إلى بانكر هيل. كانت المعركة نصرًا للبريطانيين، لكن بتكلفة كبيرة، أكثر من 1000 ضحية. كتب كلينتون عبارته الشهيرة حول المعركة بأنها كانت «انتصارًا غالي الثمن، وقد يدمرنا انتصار آخر مثله».
في بقية عام 1775 بدى الحصار كأزمة استعصاء، إذ كان الطرفان، إما غير راغبين أو غير قادرين على شن هجوم على بعضهما. بعد أن تولى هاو قيادة القوى التي استدعاها الجنرال غيج في سبتمبر، أسس كلاهما علاقة عمل ذات بداية جيدة، لكنها لم تأخذ وقتًا طويلًا لتبدأ بالانهيار. أعطى هاو كلينتون القيادة في تشارلز تاون، لكن أمضى كلينتون معظم وقته في بوسطن. سكن في منزل جون هانكوك، الذي اهتم به بعناية. عيّنَ مدبرة منزل اسمها ماري باديلي. وظف كلينتون توماس باديلي أيضًا نجارَا، وقد دامت العلاقة التي أقامها كلينتون معها لبقية حياته، لكنها كانت علاقة عذرية (أفلاطونية) فحسب خلال وجوده في بوسطن.
بدأت الشروخ تتشكل في علاقته مع هاو حين أُعدت الخطط لبعثة (حملة) إلى المستعمرات الجنوبية، التي أخذ كلينتون قيادتها. طلب كلينتون من هاو ضباطًا محددين ليرافقوه، وصلاحية -يملكها بشكل طبيعي قائد مستقل- لكن هاو رفض كل طلباته. في يناير عام 1776، أبحر كلينتون جنوبًا بأسطول صغير و1500 رجل ليخمنوا الفرص العسكرية في كارولينا. خلال غيابه، تحققت مخاوفه حول الوضع في بوسطن، إذ احتُلت مرتفعات دورشيستر وحُصّنت من قِبَل الثوار في بدايات شهر مارس، وهذا ما تسبب بخروج البريطانيين من بوسطن والانسحاب إلى هاليفاكس في نوفا سكوشا.

### الحملات في 1776
كان من المتوقع أن تُلاقي بعثة كلينتون إلى كارولينا (الشمالية والجنوبية) أسطولًا مُرسلًا من أوروبا بقوات أكبر من أجل العمليات العسكرية في فبراير عام 1776. تأخرت بسبب الأمور اللوجستية والطقس، لم تصل هذه القوات، التي تضمنت الجنرال تشارلز كورنواليس النائب (الثاني في القيادة) لكلينتون والأدميرال السير بيتر باركر إلى ساحل كارولينا الشمالية حتى شهر مايو. مع استنتاج أن كارولينا الشمالية لم تكن قاعدة جيدة للعمليات، قرروا الهجوم على تشارلز تاون، في كارولينا الجنوبية، إذ أُفيد بأن دفاعاتها لم تنتهِ بعد. انطلق هجومهم في أواخر يونيو، وكان فشلًا ذريعًا. حطّت قوات كلينتون في جزيرة قرب جزيرة سوليفان، حيث امتلك الثوار المستعمرون دفاعاتهم الرئيسة، وتوقعوا أن المسار بين الطرفين يمكن اجتيازه في أقل ارتفاع للجَزر. تبين أن هذا ليس هو الحال، واقتصر الهجوم على قصف مدفعي بحري. فشل القصف بدوره؛ لأن جذوع شجر البلميط ذات النسيج الاسفنجي المستخدمة لبناء الحصن امتصت صدمة (قوة) القذائف المدفعية دون أن تتصدع أو تتحطم.
انضم كلينتون وباركر إلى الأسطول الرئيس للمشاركة في هجوم الجنرال هاو لشهر أغسطس عام 1776 على مدينة نيويورك. تضايق هاو من تيار أفكار كلينتون المستمر، الأمر الذي بدأ يستاء منه القائد الأعلى. على أي حال، تبنى هاو خطة كلينتون للهجوم على موقع جورج واشنطن في بروكلين. في 27 أغسطس في معركة لونغ آيلند، أحاطت القوى البريطانية بقيادة هاو وكلينتون -وفقًا لخطة كلينتون- بنجاح مواقع الأميركيين الأمامية، وقادوهم إلى حصونهم في مرتفعات بروكلين. على أي حال، رفض هاو مقترحات كلينتون بأن يُلحقوا هذا النصر العارم بهجوم على الأمريكيين المحصنين، بسبب نقص المعلومات حول قوتهم ( مقدراتهم وعددهم) ورغبةً بتقليل الخسائر. بدلًا من ذلك، حاصر هاو الموقع، الذي تخلى عنه الأمريكيون دون أي خسائر في 29 أغسطس. كُرّم الجنرال هاو بوسام الفروسية لنجاحه.
شرع بعدها هاو لأخذ السيطرة على مدينة نيويورك، حطّ في خليج كيب في مانهاتان، بقيادة كلينتون مرة أخرى. رغم اقتراح كلينتون مرة أخرى لتحركات لقطع الطريق على جيش واشنطن، رفضهم هاو. في أكتوبر، قاد كلينتون الجيش على الشاطئ في مقاطعة ويستشيستر في محاولة لمحاصرة واشنطن بين نهري هادسن والبرونكس. لكن، وصل واشنطن إلى السهول البيضاء قبل كلينتون. بعد معركة برايف التي دُفع فيها واشنطن باتجاه الشمال، انتقل هاو جنوبًا لتعزيز السيطرة على مانهاتن. بحلول ذلك الوقت انهارت العلاقة بين الرجلين بالكامل تقريبًا، مع رفض هاو -الذي سئم من تيار النقد والاقتراحات المستمر من قِبل كلينتون- السماح لكلينتون حتى بأصغر الانحرافات عن طريق زحف الجيش.
في نوفمبر، أمر هاو كلينتون البدء بالتحضير لبعثة لاحتلال نيوبورت، رودآيلند، التي ترغب بها البحرية الملكية ميناءً. عندما أرسل هاو الجنرال كورنواليس إلى نيوجيرسي لملاحقة واشنطن، اقترح كلينتون أنه، بدلًا من الاستحواذ على نيوبورت، يجب أن تحط قواته في نيوجرسي في محاولة لتطويق جيش واشنطن. رفض هاو هذه النصيحة، وأبحر كلينتون إلى نيوبورت في أوائل ديسمبر، واحتلها دون مقاومة تُذكر.

### الحملات في عام 1777
في يناير عام 1777 مُنح كلينتون الإذن للعودة إلى إنجلترا. شمل التخطيط  لحملات 1777 حملتين، واحدة ضد فيلادلفيا، والثانية ستتوجه من مونتريال باتجاه بحيرة شامبلين إلى ألباني، فاصلةً مستعمرات نيوإنجلاند. أخذ الجنرال هاو القيادة لحملة فيلادلفيا، وتنازع كلينتون مع بورغوين لأخذ قيادة الحملة الشمالية. دعمه هاو في هذا المسعى، لكن، أقنع بورغوين الملك جورج واللورد جورج جيرمان بإعطائه القيادة. رفض الملك طلب كلينتون بالاستقالة، وأمره بالعودة إلى نيويورك ليخدم مرة أخرى نائبًا لهاو. كان راضيًا بوسام الفروسية، لكن كان أيضًا ممنوعًا من نشر إفادات حول مسألة تشارلستون الفادحة. جرى تنصيبه بشكل رسمي بوسام الحمام (Order of the Bath) في 11 أبريل، وأبحر إلى نيويورك في يوم 29 من نفس الشهر.

## روابط خارجية
- هنري كلينتون على موقع الموسوعة البريطانية (الإنجليزية)
- هنري كلينتون على موقع إن إن دي بي (الإنجليزية)